# Луи Шевроле
Луи Шевроле (на английски: Louis-Joseph Chevrolet) е швейцарски автомобилен състезател.
Роден е на 25 декември 1878 г. в Ла Шо дьо Фон, Швейцария. Когато е 20-годишен, напуска дома си и заминава за Франция, където става производител на велосипеди. Минавайки през Париж и Канада, той заминава за Ню Йорк и е нает като механик на „Fiat“.
Шефовете на Шевроле правят състезателен автомобил, което му дава възможност да си извоюва име на състезател. Откривателят на „General Motors“, Уилям Дюрант, му предлага мястото на пилот в състезателния тим на „Buik“. Брат му Артур, който също идва в Америка, е нает от Дюрант като личен шофьор.